# Куп победника купова у фудбалу 1985/86.
Куп победника купова 1985/1986. је било 26. издање клупског фудбалског такмичења које је организовала УЕФА.
Такмичење је трајало од 18. септембра 1985. дo 2. маја 1986. године. Динамо Кијев је у финалу био успешнији од Атлетико Мадрида и освојио други трофеј Купа победника купова. Финална утакмица одиграна је на стадиону Жерлан у Лиону. Најбољи стрелци такмичења били су Игор Беланов, Александар Заваров, Олег Блохин и Франк Липман са по 5 постигнутих голова.

## Резултати

### Први круг
| Меч | Клуб            | Држава      | укупан рез. | Држава          | Клуб                  | 1. утак. | 2. утак. |
| --- | --------------- | ----------- | ----------- | --------------- | --------------------- | -------- | -------- |
| 1   | Рапид Беч       | Аустрија    | 6:1         | Мађарска        | Татабања              | 5:0      | 1:1      |
| 2   | Фрам            | Исланд      | 3:2         | Северна Ирска   | Гленторан             | 3:1      | 0:1      |
| 3   | Монако          | Француска   | 2:3         | Румунија        | Универзитатеа Крајова | 2:0      | 0:3      |
| 4   | Утрехт          | Холандија   | 3:5         | СССР            | Динамо Кијев          | 2:1      | 1:4      |
| 5   | АЕЛ Лимасол     | Кипар       | 2:6         | Чехословачка    | Дукла Праг            | 2:2      | 0:4      |
| 6   | АИК             | Шведска     | 13:0        | Луксембург      | Ред Бојс Диферданж    | 8:0      | 5:0      |
| 7   | Бенфика         | Португалија | -1          | Енглеска        | Манчестер јунајтед    | -        | -        |
| 8   | Лариса          | Грчка       | 1:2         | Италија         | Сампдорија            | 1:1      | 0:1      |
| 9   | Лингби          | Данска      | 4:2         | Ирска           | Голвеј јунајтед       | 1:0      | 3:2      |
| 10  | Црвена звезда   | СФРЈ        | 4:2         | Швајцарска      | Арау                  | 2:0      | 2:2      |
| 11  | Фредерикстад    | Норвешка    | 1:1(п.г.г.) | Велс            | Бангор Сити           | 1:1      | 0:0      |
| 12  | Атлетико Мадрид | Шпанија     | 3:2         | Шкотска         | Селтик                | 1:1      | 2:1      |
| 13  | Хелсинки        | Финска      | 5:3         | Албанија        | Фламуртари            | 3:2      | 2:1      |
| 14  | Серкл Бриж      | Белгија     | 4:4(п.г.г.) | Источна Немачка | Динамо Дрезден        | 3:2      | 1:2      |
| 15  | Зуријек         | Малта       | 0:12        | Западна Немачка | Бајер Урдинген        | 0:3      | 0:9      |
| 16  | Галатасарај     | Турска      | 2:2         | Пољска          | Виђев                 | 1:0      | 1:2      |

Напомена: 1 Манчестер јунајтед избачен из такмичења због суспензије енглеских екипа због трагедије на Хејселу.

### Други круг
| Меч | Клуб                  | Држава          | укупан рез. | Држава          | Клуб            | 1. утак. | 2. утак. |
| --- | --------------------- | --------------- | ----------- | --------------- | --------------- | -------- | -------- |
| 1   | Рапид Беч             | Аустрија        | 4:2         | Исланд          | Фрам            | 3:0      | 1:2      |
| 2   | Универзитатеа Крајова | Румунија        | 2:5         | СССР            | Динамо Кијев    | 2:2      | 0:3      |
| 3   | Дукла Праг            | Чехословачка    | 3:2         | Шведска         | АИК             | 1:0      | 2:2      |
| 4   | Бенфика               | Португалија     | 2:1         | Италија         | Сампдорија      | 2:0      | 0:1      |
| 5   | Лингби                | Данска          | 3:5         | СФРЈ            | Црвена звезда   | 2:2      | 1:3      |
| 6   | Бангор Сити           | Велс            | 0:3         | Шпанија         | Атлетико Мадрид | 3:1      | 1:0      |
| 7   | Хелсинки              | Финска          | 3:7         | Источна Немачка | Динамо Дрезден  | 1:0      | 2:7      |
| 8   | Бајер Урдинген        | Западна Немачка | 3:1         | Турска          | Галатасарај     | 2:0      | 1:1      |

### Четвртфинале
| Меч | Клуб           | Држава          | укупан рез. | Држава          | Клуб            | 1. утак. | 2. утак. |
| --- | -------------- | --------------- | ----------- | --------------- | --------------- | -------- | -------- |
| 1   | Рапид Беч      | Аустрија        | 2:9         | Совјетски Савез | Динамо Кијев    | 1:4      | 1:5      |
| 2   | Дукла Праг     | Чехословачка    | 2:2(п.г.г.) | Португалија     | Бенфика         | 1:0      | 1:2      |
| 3   | Црвена звезда  | СФРЈ            | 1:3         | Шпанија         | Атлетико Мадрид | 0:2      | 1:1      |
| 4   | Динамо Дрезден | Источна Немачка | 5:7         | Западна Немачка | Бајер Урдинген  | 2:0      | 3:7      |

### Полуфинале
| Меч | Клуб            | Држава  | укупан рез. | Држава          | Клуб           | 1. утак. | 2. утак. |
| --- | --------------- | ------- | ----------- | --------------- | -------------- | -------- | -------- |
| 1   | Динамо Кијев    | СССР    | 4:1         | Чехословачка    | Дукла Праг     | 3:0      | 1:1      |
| 2   | Атлетико Мадрид | Шпанија | 4:2         | Западна Немачка | Бајер Урдинген | 1:0      | 3:2      |

### Финале
| Меч | Клуб         | Држава | укупан рез. | Држава  | Клуб            |
| --- | ------------ | ------ | ----------- | ------- | --------------- |
| 1   | Динамо Кијев | СССР   | 3:0         | Шпанија | Атлетико Мадрид |

| Освајач Купа победника купова у фудбалу 1985/86. |
| ------------------------------------------------ |
| Динамо Кијев 2. Титула                           |